# Tetrapterys pusilla
Tetrapterys pusilla là một loài thực vật có hoa trong họ Malpighiaceae. Loài này được Steyerm. miêu tả khoa học đầu tiên năm 1952.